# Николаевское сельское поселение (Чувашия)
Никола́евское се́льское поселе́ние (чув. Мӑн Явӑш ял тӑрӑхӗ) — муниципальное образование в составе Ядринского района Чувашской Республики. Административный центр — село Николаевское.

## Карта поселения
С севера граница Николаевского сельского поселения Ядринского района Чувашской Республики проходит по течению р. Орбашка на протяжении 5000 м. Далее по границе указанных хозяйств до р. Выла. Затем до точки стыка границ сельскохозяйственного производственного кооператива «Выльский», колхоза «Ленинская искра» и колхоза «Пучах» на р. Выла.
С востока граница Николаевского сельского поселения Ядринского района Чувашской Республики проходит вверх по течению указанной реки до устья р. Хоршевашка, вверх по течению р. Хоршевашка протяженностью 2500 м, далее до административной границы Ядринского и Аликовского районов Чувашской Республики .
С юга граница Николаевского сельского поселения Ядринского района Чувашской Республики проходит по административной границе Ядринского и Аликовского районов Чувашской Республики до точки стыка границ Ядринского, Аликовского и Красночетайского районов Чувашской Республики . Далее по границе с Красночетайским районом Чувашской Республики по границе земель сельскохозяйственных производственных кооперативов «Свобода» и «Аккозинское» Красночетайского района Чувашской Республики до южной точки квартала 83 Ядринского лесничества Ядринского лесхоза.
С запада граница Николаевского сельского поселения Ядринского района Чувашской Республики проходит по западной границе кварталов 83, 82, 81 указанного лесничества далее по границе земель колхоза «Ленинская искра» и сельскохозяйственного производственного кооператива «Выльский» до р. Орбашка.

## Портрет поселения
Николаевское сельское поселение объединяет 7 населенных пунктов: с. Николаевское, д. Бархаткино, д. Бобылькасы, д. Салугино, д. Хирле-Сиры, д. Якимкино, д. Нижние Яуши, где проживают 1634 человека.
На территории сельской администрации расположены: 3 хозяйства (СХПК «Выльский», «Союз», «Надежда»), одно фермерское хозяйство Семенова, 2 библиотеки, 2 клуба, Николаевская СОШ, почта, сберкасса, офис семейного врача, ООО Меховщик. Храм святителя Николая Чудотворца.

## Природа
Рельеф территории сельского поселения сложный, на общем равнинном фоне встречаются повышенные участки, есть глубокие овраги, в основном, заросшие лесом, благоустроенные посадкой саженцев.
По территории сельского поселения проходит р. Выла. Имеется 4 плотины и 15 прудов.
Климат на территории сельского поселения умеренно континентальный. Зима снежная, снежный покров доходит в снежные годы до 700 мм.